# Čestmír Vycpálek
Čestmír Vycpálek (* 15. Mai 1921 in Prag; † 5. Mai 2002 in Palermo) war tschechischer Fußballspieler und -trainer. Er war Onkel von Trainer Zdeněk Zeman.

## Karriere

### Als Spieler
Vycpálek spielte als Jugendlicher für den Prager Stadtteilverein Novoměstský SK. Nach einem Spiel bei Slavia Prag, welches Slavia mit 4:3 gewann und Vycpálek alle drei Tore der Gäste erzielte, wurde er von Slavia verpflichtet. Mit den Rot-Weißen wurde der Mittelfeldspieler 1938 tschechischer Juniorenmeister, als Slavia im Finale den SK Židenice mit 2:0 und 6:3 besiegte.
Ab der Saison 1939/40 spielte der rechte Flügelspieler für Slavias erste Mannschaft. Während der Saison 1940/41 wechselte er zum SK Židenice. Im Laufe des Spieljahres 1941/42 ging er zurück zu Slavia, für das er insgesamt 178 Spiele machte und 115 Tore schoss. Mit Slavia wurde Vycpálek in den Spieljahren 1939/40, 1940/41, 1941/42 und 1942/43 Meister des Protektorats Böhmen und Mähren. Im November 1943 spielte Vycpálek ohne Freigabe von Slavia ein Freundschaftsspiel für den damaligen slowakischen Zweitligisten AC Nitra gegen ZTK Zvolen und erzielte beim 6:0 zwei Treffer. Dafür bekam er eine halbjährige Sperre.
Vycpálek wurde am 18. Oktober 1944 in Nitra verhaftet und am 17. November 1944 ins Konzentrationslager Dachau deportiert, aus dem er im April 1945 zurückkehren konnte.
1946 wurde Vycpálek von Juventus Turin verpflichtet, für das er fünf Tore in 27 Spielen erzielte. 1947 wechselte er zum US Palermo, mit dem er aus der Serie B in die Serie A aufstieg. In 143 Spielen erzielte Vycpálek 23 Tore. Zur Saison 1953/54 wechselte Vycpálek zum AC Parma, bei dem er 1958 seine Karriere beendete.
Vycpálek spielte dreimal, jeweils im Mittelfeld, für die Auswahl Böhmens in Spielen gegen Mähren und schoss dabei zwei Tore. Am 3. Mai 1942 besiegte Böhmen die Auswahl Mährens in Prag mit 1:0. Am 4. Oktober 1942 gewann die böhmische Auswahl in Brünn mit 3:1. Bei seinem letzten Einsatz für Böhmen, einem 9:1-Triumph in Brünn, schoss Vycpálek zwei Tore.

### Als Trainer
In Parma schon als Spielertrainer tätig, arbeitete Vycpálek nach dem Ende seiner Spielerkarriere als Trainer bei Palermo sowie den kleineren Vereinen US Siracusa, AC Marzotto Valdagno, Juventina Palermo und US Mazara.
1970 bekam er unter anderem durch die Hilfe seines Freundes Giampiero Boniperti eine Stelle als Jugendtrainer bei Juventus. Als 1971 überraschend Armando Picchi starb, wurde Čestmír Vycpálek Cheftrainer. 1971/72 und 1972/73 gewann er die italienische Meisterschaft, den Scudetto. Nach der Saison 1973/74 beendete Vycpálek seine Trainerlaufbahn.

## Tod
Čestmír Vycpálek verstarb am Morgen des 5. Mai 2002, dem Tag, an dem Juventus Turin zum 26. Mal italienischer Fußballmeister wurde, in Palermo.